# Land Saybusch

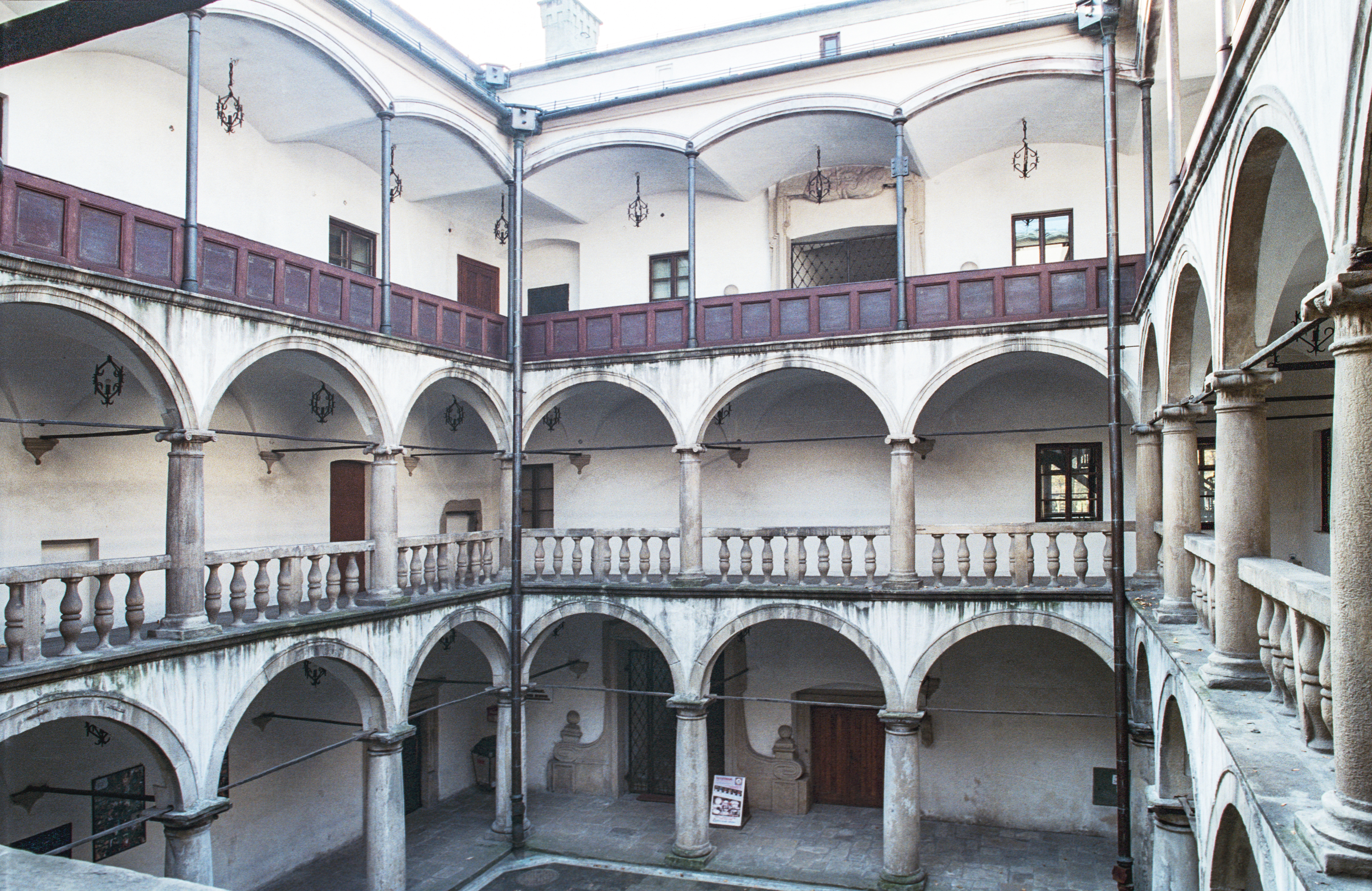
Altes Schloss

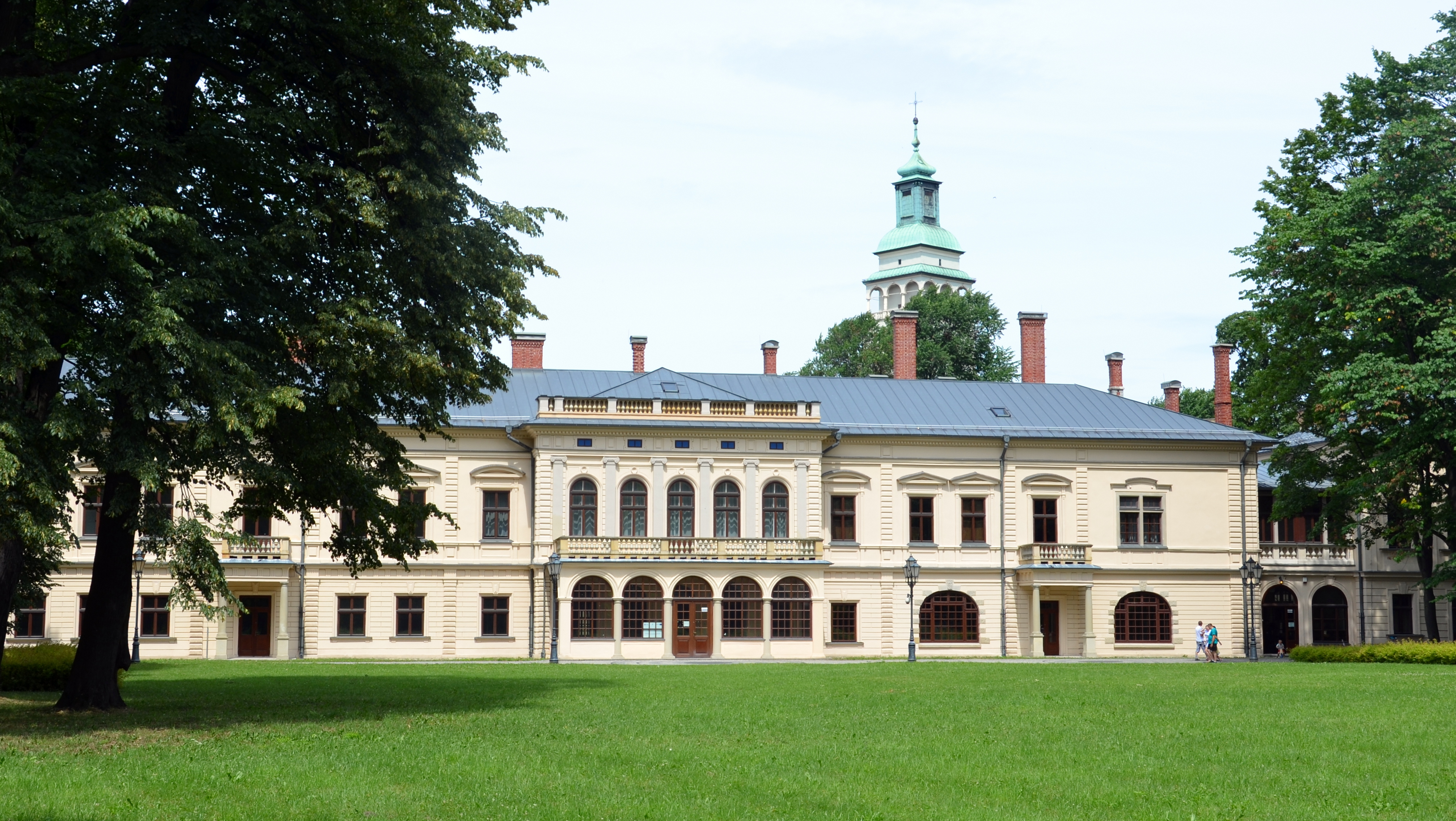
Neues Schloss

Das Land Saybusch (polnisch Państwo Żywieckie – wörtlich Staat Saybusch) war eine Latifundie, deren Gebiet zunächst zum Herzogtum Auschwitz gehörte, ab der Mitte des 15. Jahrhunderts im Besitz adliger Familien war: Skrzyński, Komorowski (ab 1467), Wasa, Wielopolski und Habsburger (bis 1944). Das Gebiet gilt heute als das historische und ethnographische Territorium Saybuscher Land, ging jedoch teilweise weit über dieses hinaus. Sitz der Latifundie war zunächst das Alte Schloss und später das Neue Schloss in Żywiec.

## Geschichte

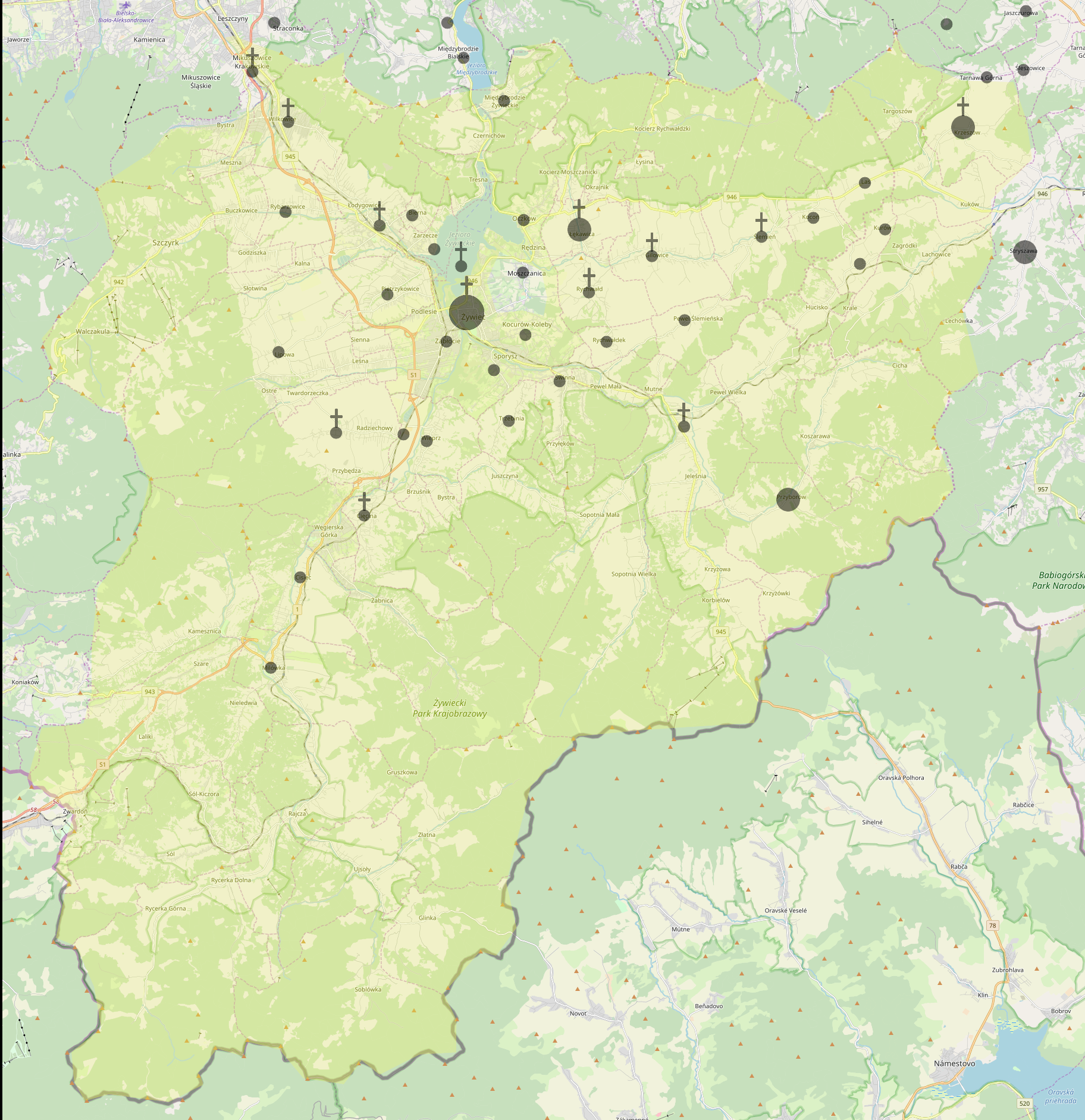
Land Saybusch unter Krzysztof Komorowski (1542–1608)

Im Jahr 1445 wurde das Weichbild von Saybusch erstmals urkundlich erwähnt (in unserm Zeywisschem weigbilde). Die Weichbilder in Schlesien dienten als Gerichts-, Steuer- und Militärbezirke und umfassten in der Regel eine Stadt mitsamt ihrem Umland, im Fall von Żywiec das Saybuscher Becken mit dem Soła-Tal nördlich bis Porąbka. Bei der Teilung des Herzogtums Auschwitz fiel es an Primislaus/Przemko III. Um 1447 oder 1448 wurde das Gebiet wahrscheinlich verpfändet (die ersten urkundlichen Hinweise darauf stammen aus dem Jahr 1450), wodurch die private Herrschaft in diesem Gebiet begann, die die Ausgliederung aus dem Herzogtum Auschwitz zur Folge hatte. Die Familie Skrzyński, deren Anwesenheit im Gebiet ist erstmals im Jahr 1452 belegt, führte in den Jahren 1460–1465 als Raubritter eine aufreibende Aktivität im polnisch-schlesischen Grenzbereich, was die militärische Intervention des polnischen Königs Kasimir IV. erzwungen hat. Die Familie Skrzyński wurde 1465 zum Verkauf des Gebiets an den polnischen König gezwungen. Zwei Jahre später vermachte König Kasimir IV. das Gebiet der Adelsfamilie Komorowski für ihre Verdienste im Krieg gegen Matthias Corvinus und ihre politische Unterstützung, insbesondere der Ungarnpolitik des Königs.
Die Skrzyński-Brüder (Joannis Labuth et Vlodconis fratrum de Scrinno in Litawa) verkauften am 13. April 1465 außer der Stadt und Burg von Żywiec auch siebzehn Dörfer: Stary Żywiec (Alt-Saybusch), Zarzecze, Pietrzykowice, Łodygowice, Zabłocie, Sporysz, Wieprz Mały, Wieprz Wielki, Radziechowy, Lipowa, zweite Lipowa, Rychwałd, Łękawica, Gilowice, Tissowyecz (Cisiec?), Moszczanica, sowie Ślemień. Jan Długosz erwähnte in seiner ausführlichen Beschreibung des Bistums Krakau aus den Jahren 1470 bis 1480 nur zwölf Dörfer im districtus Zywyecz. Wahrscheinlich unter Mikołaj Komorowski (1480 bis 1487) begann die walachische Kolonisation im Land Saybusch, obwohl die erste Erwähnung aus dem Jahr 1511 stammt. Im Jahr 1537 das widek von Żywiec umfasste noch nur sechzehn Dörfer (davon erstmals Świnna–Świnia Mała). Danach wurden einige neue bäuerlich geprägte Dörfer flussabwärts des Flusses Soła und Koszarawa aber mehr Hirtensiedlungen im Gebirge gegründet. Die Walachen machten schon in der zweiten Hälfte des 16. Jahrhunderts einen bedeutenden Anteil der Bevölkerung aus und verbreiteten den Lebensstil, der heute am meisten mit der Kultur des Saybuscher Landes verknüpft wurde – der Saybuscher Goralen.
1543 vergrößerten die Komorowski ihren Saybuscher Besitz im Osten durch den Kauf von Ślemień, dadurch geraten sie jedoch in Konflikt mit den Besitzern von Sucha. Erst im Jahr 1598 erlangte Mikołaj Komorowski einen Teil des Landes Sucha (als eine Verpfändung).
Die Latifundie, die neben dem Saybuscher Land weit nach Osten in die Makower Beskiden reichte, blieb bis 1624 bei den Komorowski, wobei es im Zuge der Rechtsnachfolge im Jahr 1608 in drei Teile geteilt wurde, Land Ślemień im Nordosten, Land Sucha im Südosten und das Land Saybusch im Westen. Bereits 1618 wurde das Land Saybusch weiter um das Land Łodygowice verkleinert, das ausgegliedert und verkauft wurde. Schließlich erwarb die polnische Königin Constanze Habsburg für die Dynastie der Wasa den übrig gebliebenen Teil. Nach dem Aussterben der Wasa 1672 wurde es zunächst verpachtet, bevor es Jan Wielopolski 1678 erwarb, der es bereits seit 1675 gepachtet hatte. Unter den Wielkopolski wurde die Latifundie weiter durch Erbfolge verkleinert. Nach der Ersten Polnischen Teilung 1772 befand sich die Latifundie in Westgalizien. Aleksander Wielopolski verkaufte sie 1838 an Erzherzog Karl Habsburg, der es für die Teschener Kammer erwarb. Unter Albrecht Habsburg vergrößerte sich die Latifundie wieder um bereits verlorene Gebiete. Er betrieb die Industrialisierung der Region, gründete unter anderem die Brauerei Żywiec 1856. Zu dieser Zeit war die Teschener Kammer einschließlich des Landes Saybusch eines der wirtschaftlich erfolgreichsten Gebiete der Habsburger Monarchie. Erzherzog Karl Stephan Habsburg erbte das Gebiet 1895 und mit ihm begann die Saybuscher Linie der Habsburger. Die Saybuscher Habsburger wurden nach dem Ersten Weltkrieg nicht enteignet und nahmen die polnische Staatsbürgerschaft an. Karl Albrecht Habsburg erbte die Güter 1933. Nach dem deutschen Überfall auf Polen wurden seine Güter beschlagnahmt, da er sich weigerte die Deutsche Volksliste zu unterzeichnen. Im Zuge der sowjetischen Besetzung Polens 1944 wurde er formell enteignet. Damit wurde auch das Land Saybusch als Latifundie aufgelöst. Seine Kinder Karol Stefan Altenburg und Maria Krystyna Altenburg, beide Ehrenbürger der Stadt Żywiec, schlossen nach 1989 einen Vergleich mit dem polnischen Staat bezüglich ihrer Erbrechte an der Latifundie. Maria Krystyna Altenburg verbrachte ihren Lebensabend im Neuen Schloss und Karol Stefan Altenburg enthielt eine Abfindung für den Verlust der Anteile an der Brauerei Żywiec.